# باربارا کنت
باربارا کنت (انگلیسی: Barbara Kent؛ ‏ ۱۶ دسامبر ۱۹۰۷ – ۱۳ اکتبر ۲۰۱۱) بازیگر اهل کانادا بود.

## گزیدهٔ فیلم‌شناسی
- جسم و شیطان (۱۹۲۶)
- قانون هیچ‌کس (۱۹۲۶)
- استقبال از خطر (۱۹۲۹)
- پاها به جلو (۱۹۳۰)
- اما (۱۹۳۲)
- الیور توئیست (۱۹۳۳)